# اسلوپ کلاس آزالی
اسلوپ کلاس آزالی (به انگلیسی: Azalea-class sloop) یک کلاس از اسلوپ‌ها است که طول آن ۲۵۵ فوت ۳ اینچ (۷۷٫۸۰ متر) می‌باشد.